# Logan Pass Visitor Center
Le Logan Pass Visitor Center est un office de tourisme américain situé dans le comté de Glacier, dans le Montana. Protégé au sein du parc national de Glacier, il est inscrit au Registre national des lieux historiques depuis le 15 avril 2008.